# Ràdio Sant Boi
Ràdio Sant Boi és l'emissora de ràdio municipal de Sant Boi de Llobregat, a la província de Barcelona.
Després de les primeres eleccions municipals, aquestes persones van cercar l'ajuda de l'Ajuntament, que aviat va donar el seu suport a un mitjà de comunicació propi i directe. Darrerament, el conveni amb COM Ràdio, signat l'any 1995, i la renovació dels equips tècnics amb la incorporació del so digital, un any més tard, són dos referents fonamentals per conèixer la posició actual de la ràdio.

## Història
Durant la celebració de la Festa Major de 1980, després de la decisió política de crear l'emissora, van iniciar-se les emissions des del Palau de Marianao, que va ser la seu de Ràdio Sant Boi durant dos anys. Després es va instal·lar provisionalment a Can Massallera i, des de 1985 fins al 2018, les instal·lacions principals de la ràdio van ser al Carrer Torras i Bages, a un pis i en condicions difícils.
L'emissora commemora l'any 2000 el 20è aniversari del seu naixement. El divendres 19 de maig es duu a terme a la localitat la inauguració d'una exposició retrospectiva que va donar el tret de sortida a les celebracions previstes per l'emissora. Durant el pregó de la Festa Major de llavors, Javier Gurruchaga va recordar les dues dècades de trajectòria de la ràdio local.
El 2017, Ràdio Sant Boi commemora el Dia Mundial de la Ràdio amb una programació especial durant tot el matí.
El 2017, Ràdio Sant Boi és premiada a l'entrega dels XVII Premis Ràdio Associació de Catalunya per “La República Santboiana”. L'equip del programa va recollir una menció de qualitat en l'apartat Millor Programa de Ràdio Local.